# Windmotor Broek
De Windmotor Broek is een poldermolen bij het Friese dorp Broek, dat in de Nederlandse gemeente De Friese Meren ligt.

## Beschrijving
De molen is een middelgrote maalvaardige Amerikaanse windmotor van het weinig voorkomende type Van der Laan. Hij werd in 1915 gebouwd door Lubbert van der Laan (1881-1952), de dorpssmid van Garijp. De windmotor stond eerder op twee verschillende plaatsen aan het Bergumermeer. Tot 1994 bemaalde de molen daar een polder van 15 ha, maar hij verloor zijn functie aan een grotere molen en werd vervolgens afgebroken. Vier jaar later werd de windmotor aangekocht door een particulier, die hem eigenhandig restaureerde en liet herplaatsen op zijn huidige locatie aan de Scheensloot aan de noordzijde van Broek, waar hij een kleine polder bemaalt. De molen werd in 2004 officieel opnieuw in gebruik genomen.